# أنجيلا كلارك (مؤلفة بريطانية)
أنجيلا كلارك هي مؤلفة وكاتبة عمود (كاتبة مقالات في صحف خاصة) وكاتبة مسرحيات، كتبت في كوزموبوليتان وديلي ميل والجارديان والإندبندنت وذا فاجندا وذا وارف. كتبت العمود المجهول في صحيفة ديلي ميلز «اعترافات مصمم أزياء»، وتروي تجربتها في العمل كوكيلة في صناعة الأزياء. في عام 2013، كشفت عن هويتها عندما نشرت مذكرات تحمل نفس الاسم. عُرِضَت مسرحيتها لأول مرة في يونيو 2015 وأُصدِرَت أول رواية لها عن الجريمة الخيالية «اتبعني» في ديسمبر 2015.

## تعليمها
أنجيلا كلارك من سانت ألبانز ، وهي مدينة في هيرتفوردشاير - إنجلترا. وقد نشأت في ريدبورن وواتفورد ، والتحقت بمدرسة ريدبورن جونيور ومدرسة راوندوود بارك في هاربيندين درست اللغة الإنجليزية والأدب الأوروبي في جامعة إسيكس وأكملت دورة «التقدم في كتابة السيناريو» في الأكاديمية الملكية للفنون المسرحية.

## سيرتها المهنية
كلارك هي مؤلفة وكاتبة عمود وكاتبة مسرحية كتبت لـ كوزموبوليتان وديلي ميل والجارديان والإندبندنت وذا فاجندا وذا وارف وقد كتبت عمود The Wharf's "Blonde's Eye View" منذ عام 2003 قبل أن تصبح كاتبة، عملت كوكيلة إبداعية في صناعة الأزياء لمدة عشر سنوات.
وقد نشرت ديلي ميل عمودها المجهول «إعترافات مصمم أزياء»، والذي كتبت فيه عن تجربتها في العمل في الصناعة. كشفت كلارك عن هويتها وروايتها الحقيقية مع إصدار مذكراتها الأكثر مبيعًا التي تحمل الاسم نفسه، والتي نشرتها فيرجن بوكس في يناير 2013.
تم عرض لعبة Chugging for Kittens / الصراخ للقطط، وهي مسرحية ذات مشهد واحد لكلارك حول شخصين يجمعان التبرعات لجمعية قطط خيرية، وتم عرضها لأول مرة في عام 2015. تم عرضها لأول مرة في مسرحيتها الطويلة «الإرث»، والتي تدور أحداثها في هاربندن في مسرح الأمل في Islington في يونيو 2015. الدراما الكوميدية تدور حول ناشطة نسوية تعيش في الضواحي. في يوليو 2015، مُنحت كلارك جائزة القرطاسية الشبابية «للإنجاز والوعد في الكتابة والنشر». ووقعت صفقة من كتابين مع أڤون ، بصمة هاربركولينز، في أكتوبر 2015.
صدرت روايتها الأولى عن الجريمة الخيالية «اتبعني» في ديسمبر 2015. تتضمن روايتها «هاشتاغ قاتل»، قاتل الإنترنت الذي يترك أدلة على الإنترنت حول الضحايا المحتملين. كانت كلارك ضحية للمضايقات عبر الإنترنت ، خاصة بعد كتابة مقال عن النسوية لصحيفة الغارديان. وقد باع الكتاب أكثر من 12000 نسخة في الأسابيع الثلاثة الأولى ووصل إلى رقم 43 على مخطط الخيال الورقي. في يناير 2016، استضافت كلارك حدث إطلاق الكتاب في ووترستونز في سانت البانز في نفس الشهر، وقد حصل موقع «اتبعني» على لقب «الظهور الأول للشهر» على موقع Amazon.com. وتم إدراج كلارك في القائمة الطويلة لجائزة Dagger in the Library لعام 2016 الصادرة عن رابطة كُتاب الجريمة ، تم إدراج رواية «اتبعني» في القائمة القصيرة لجائزة بيبركت لأفضل صفحة لـ Dead Good. ومن المقرر نشر كتابها «شاهدني» في يناير 2017.
بالإضافة إلى الكتابة، تعمل كلارك كقارئة لـ The Literary Consultancy وهي متحدثة عامة. في عام 2013 ، ناقشت كتابها «إعترافات مصمم ازياء» في افتتاح أسبوع الموضة في سانت ألبانز (SAFW). ثم عادت إلى SAFW في العام التالي لاستضافة حفل عشاء VIP «مشاركة سيارة أجرة مع ألكسندر ماكوين وقصص أخرى». وفي عام 2014، شاركت في "A Girls 'Out Out" جنبًا إلى جنب مع ثلاث روائيات كجزء من افتتاح مهرجان سانت البانز الأدبي. وكانت في «لجنة خيال النساء الجريمة القاتلة» في المهرجان في عام 2016. وفي سبتمبر 2016، كانت عضوًا في حلقة نقاش في مهرجان كتابة الجريمة (Noirwich) وشاركت في برنامج "Meet a Mentor Program" التابع لمدرسة التقدم المنطقي (الجمعية الملكية للفنون)

## حياتها الشخصية
أنجيلا كلارك متزوجة من رجل الأعمال سام ويليامز.
في أبريل 2012، تم تشخيص كلارك بـ متلازمة إهلرز-دانلوس الثالثة . اضطراب الأنسجة الموروثة الناجم عن خلل في بنية أو إنتاج أو معالجة الكولاجين أو البروتينات التي تتفاعل مع الكولاجين. لقد قالت عن اضطرابها: «لقد جعلتني حالتي أنظر إلى الأمور بطريقة مختلفة. ولكنه شيء جيد أيضا لأنني بيضاء البشرة، من الطبقة الوسطى وأعيش في سانت ألبانز، أنا مرتاحة - على الرغم من كل الأشياء التي تجعلني معيارية جدا، فالإعاقة جعلتني شخص آخر، وتعطيني وجهة نظر مختلفة عن الأشياء وهذا شيء جيد عندما تكون تكتب».

## أعمالها

### الكتب
- إعترافات مصمم أزياء Confessions of a Fashionista: The Good, the Bad and the Botox (2013)[41][42]
- شاهدني Watch Me (2017)
- اتبعني Follow Me (2015)[43]

### المسرحيات
- الصراخ للقطط Chugging for Kittens (2015), a one-scene playlet
- الإرث The Legacy (2015)